# Manuel I. Komnen
Manuel I. Komnen ili Emanuel I. (grč. Μανουὴλ ὁ Κομνηνός, Manouḕl ho Komnēnós) (?, 1118. – Carigrad, 24. rujna 1180.), bizantski car (1143. – 1180.) i jedan od posljednjih moćnih bizantskih vladara.
Bio je uspješan vojskovođa i sposoban državnik. Namjeravao je poput cara Justinijana I. osvojiti područje nekadašnjeg Zapadnog Rimskog Carstva i obnoviti antičko Rimsko Carstvo. Porazio je Rašku, napao Ugarsku i uspostavio vlast nad dijelom Hrvatske te nad Dalmacijom i Bosnom.

## Životopis

### Sukob s Normanima
Bio je sin i nasljednik bizantskog cara Ivana II. Komnena (1118. – 1143.) i Irene Ugarske. Njegov otac smrtno je ranjen u lovu i umro je dana 8. travnja 1143. godine. Budući da su Ivanovi stariji sinovi, Aleksije i Andronik umrli ranije, izbor novoga cara pao je na trećerođenog sina Izaka i mlađeg Manuela. Sukladno carevoj želji, za novoga cara izabran je četvrtorođeni Manuel. Po stupanju na prijestolje, Manuel je nastavio politiku svoga oca te je nastojao očvrsnuti savez s njemačkim kraljem Konradom III. (1138. – 1152.) koji je bio usmjeren protiv Normana u južnoj Italiji. U tu svrhu oženio je Konradovu šurjakinju Bertu Sulzbašku, no suradnju dvojice vladara protiv Normana omelo je izbijanje Drugog križarskog rata.
U tijeku Manuelovih pregovora s križarima na istoku, normanski kralj Ruđer II. napao je Bizantsko Carstvo i zauzeo Krf i osvojio gradove Korint i Tebu, čime je nanio težak ekonomski udarac Bizantu, jer su ta dva grada bila važna središta proizvodnje svile. Propast križarskog pohoda ponovno je zbližila Bizant i Njemačku te se Konrad III., obvezao da će krenuti u pohod protiv Ruđera II. Toj koaliciji pridružila se i Mletačka Republika koja je pomogla bizantskom caru povratiti otok Krf. Nakon što je 1149. godine odbio snažan normanski napad, poduzeo je ofenzivu na Zapad s ciljem obnove granica nekadašnjeg Rimskog Carstva. U suradnji s Konradom krenuo je u vojni pohod na Italiju. Međutim, Ruđer II. je sklopio savez s knezom Welfom koji je u Njemačkoj digao pobunu protiv vlasti dinastije Hohenstaufen, zbog čega se kralj Konrad III. morao vratiti u Njemačku.:str. 223.-224 Istodobono, Manuel se morao pozabaviti i sa situacijom na Balkanu, gdje se sukobio sa Srbima i Mađarima na koje je udario 1149. godine. Situaciju je iskoristio kralj Ruđer II. koji je podržao Mađare i Srbe, a njegova vojna kampanja trajala je sve do neuspjeha u sukobu s Normanima u južnoj Italiji 1167. godine.
U međuvremenu, francuski kralj Luj VII. planirao je novi križarski rat koji bi ovaj put bio direktno usmjeren protiv Bizanta, no plan mu je upropastio njemački kralj Konrad III. koji je ostao vjeran svom savezniku. Nakon što je porazio Welfe, Konrad III. je otpočeo s pripremama za pohod na Italiju, no u jeku priprema umro je 1152. godine. Manuel I. je pokušao uspostaviti suradnju s novim njemačkim carem Fridrikom I. Barbarossom, ali bez većeg uspjeha. Uskoro je između dva carstva nastupio sukob zbog univerzalističkih težnji, jer su oba cara polagala isključivo pravo na carsku vlast i rimsko nasljeđe.
Kada je 1154. godine umro kralj Ruđer II., Manuel I. je poslao bizantsku flotu prema Anconi i odande pokrenuo pohod na Italiju. Uz pomoć otpalih normanskih vazala, bizantska vojska je u kratkom vremenu osvojila najvažnije gradove Apulije. Međutim, bizantska vojna ekspedicija na talijanskom tlu, pretvorila je cara Fridrika I. u otvorenog neprijatelja bizantskog cara, ali i Venecija se osjetila ugroženom pojavom bizantske vlasti na Apeninskom poluotoku. Normanski kralj Vilim I. uspio je 1156. godine nanijeti Bizantincima težak poraz kod Brindisija, čime je uskoro cijeli osvojeni teritorij vraćen natrag pod normansku vlast. Dvije godine kasnije, Manuel je sklopio s Vilimom I. mirovni sporazum, uz papino posredništvo.

### Sukobi na Balkanu
Manuel I. je od početka svoje vladavine imao univerzalističku viziju Carstvu te je vjerovao da su njegove sve zemlje koje su nekoć bile unutar granica Rimskog Carstva. Stoga se na Balkanu počeo miješati u unutarpolitičke prilike u Ugarskoj. Zbog toga je ugarsko-hrvatski kralj Gejza II. (1141. – 1162.) utanačio vojni savez s Normanima i Srbima. Kada su se Srbi 1150. godine pobunili protiv bizantske vlasti, u pomoć su im došli Mađari i Hrvati, ali ih je car Manuel I. sve potukao u bitci na rijeci Tari. Na to je car iduće godine provalio u Ugarsku i Hrvatsku te je zauzeo Zemun i opustošio Srijem. Mir je konačno sklopljen 1156. godine.:str. 179.
Kada je 1162. godine umro kralj Gejza II. i ostvio prijestolje svome sinu Stjepanu III., ustao je protiv njega Manuel I., zahtijevajući da se kruna preda po senioratskom načelu, njegovom kandidatu, najmlađem Gejzinom bratu, Stjepanu. Međutim, Mađari nisu potvrdili ni jednog ni drugog za novoga kralja, već su izabrali Gejzinog brata Ladislava (1162. – 1163.), a nakon što je on uskoro umro, ipak su priznali Stjepana IV. za kralja. Budući da je njegova kratka vladavina izazvala opće nezadovoljstvo u državi, protjeran je s vlasti, a na prijestolje je vraćen Gejzin sin, Stjepan III. (1163. – 1172.). Kao posljedica takvog spleta događaja, buknuo je kratki rat između Ugarske i Bizanta, koji je završen tako da je car Manuel I. obećao da neće više podupirati raskralja Stjepana IV., a Stjepan III. je morao Bizntu prepustiti Srijem, poslati svoga brata Belu kao taoca u Carigrad i predati caru njegovu baštinu, dio Hrvatske južno od rijeke Krke, Dalmaciju bez Zadra i otoka.
U novom ratu, tijekom kojeg je stradao raskralj Stjepan IV. (1165.), bizantska vojska je ponovno osvojila Srijem sa Zemunom te Bosnu, Hrvatsku i Dalmaciju.:str. 179.-180.
Pokoreni Srbi pobunili su se 1168. godine pod vodstvom Stefana Nemanje, ali unatoč pobjedi nad bizantskom vojskom, morali su se naposljetku pokoriti autoritetu i vlasti cara Manuela (1172.).

### Drugi križarski rat
Na istoku je uspješno ratova protiv Seldžuka i križara, no 1167. doživio je težak poraz od seldžučkog sultana u Ikoniji.